# Niklas Atterhall
Niklas Atterhall, född 1970, är svensk programpresentatör och sändningsledare på SVT. 
Niklas Atterhall är son till musikern Staffan Atterhall, var under 1990-talet verksam på Dramaten bland annat som lutenist i Romeo & Julia Kören. Även låtskrivare och sångare, bland annat i rockbandet Pikebay samt med skådespelerskan Åsa Karlin.

## Teater

### Roller
| År   | Roll                | Produktion                     | Regi            | Teater   |
| 1996 | Granne Musiker      | De löjliga preciöserna Molière | Thommy Berggren | Dramaten |
| 1996 | Student Stjärngosse | Fint folk Kent Andersson       | Thommy Berggren | Dramaten |